# ДеСото (окръг, Мисисипи)
Окръг ДеСото (на английски: DeSoto County) е окръг в щата Мисисипи, Съединени американски щати. Площта му е 1287 km², а населението - 161 252 души (2010). Административен център е град Хернандо.